# Louis-Nicolas Davout

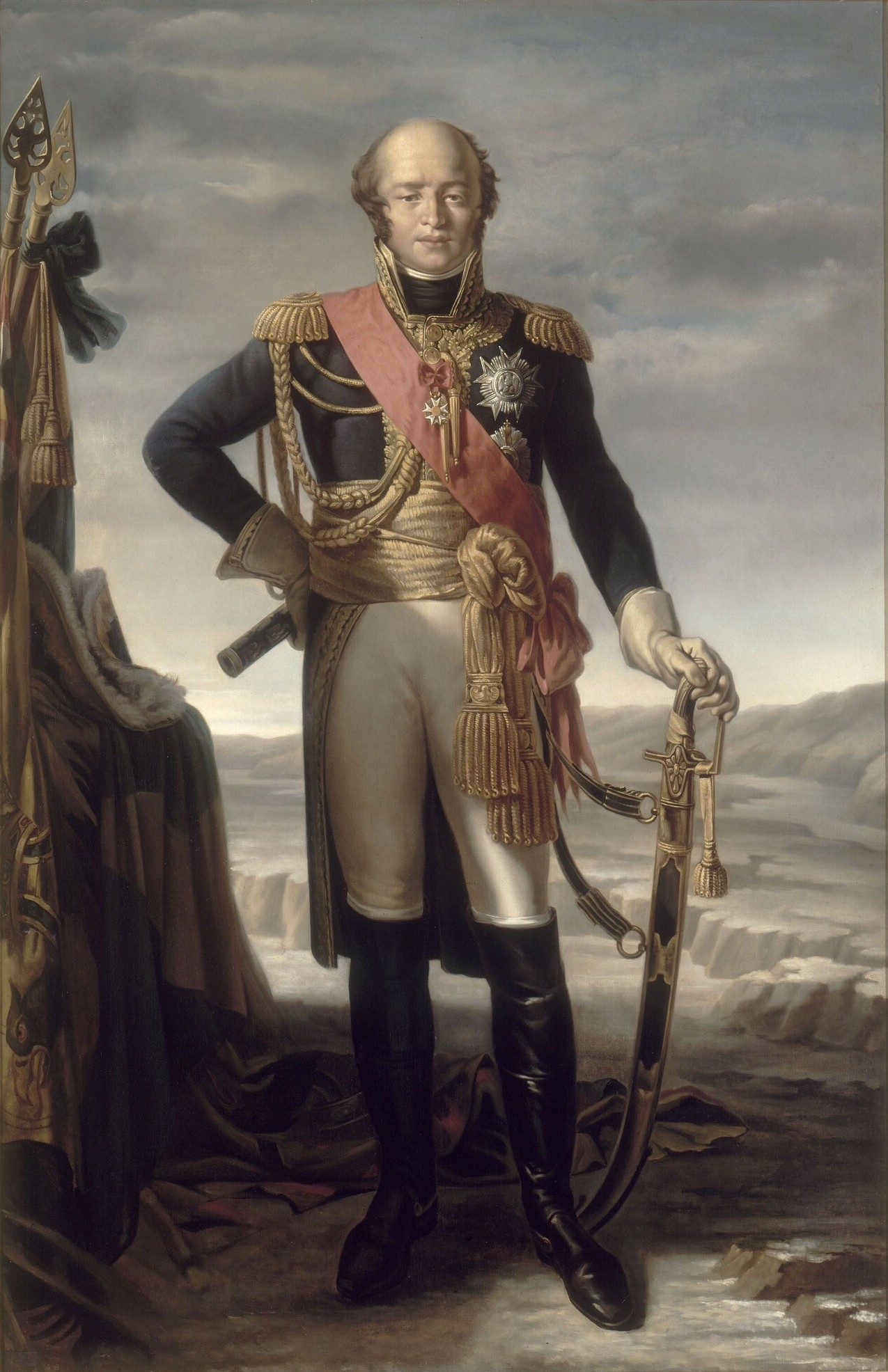
Marschall Davoût

Louis-Nicolas d’Avoût, genannt Davoût, in älteren Texten sowie am Pariser Triumphbogen auch Davoust geschrieben, (* 10. Mai 1770 in Annoux, Département Yonne, Burgund; † 1. Juni 1823 in Paris) war ein französischer Offizier in der Zeit der Revolutionskriege, Pair und Maréchal d’Empire. Durch Napoleon zum prince d’Eckmühl und duc d’Auerstaedt erhoben, gilt er als einer der besten Generale Napoleons. Wegen seiner Strenge und Disziplin erhielt er den Beinamen „der eiserne Marschall“ und wegen seines brutalen Regiments als Generalgouverneur der Hanseatischen Departements mit Sitz in Hamburg (1813–1814) nannte man ihn den „Robespierre von Hamburg“.

## Militärischer Werdegang

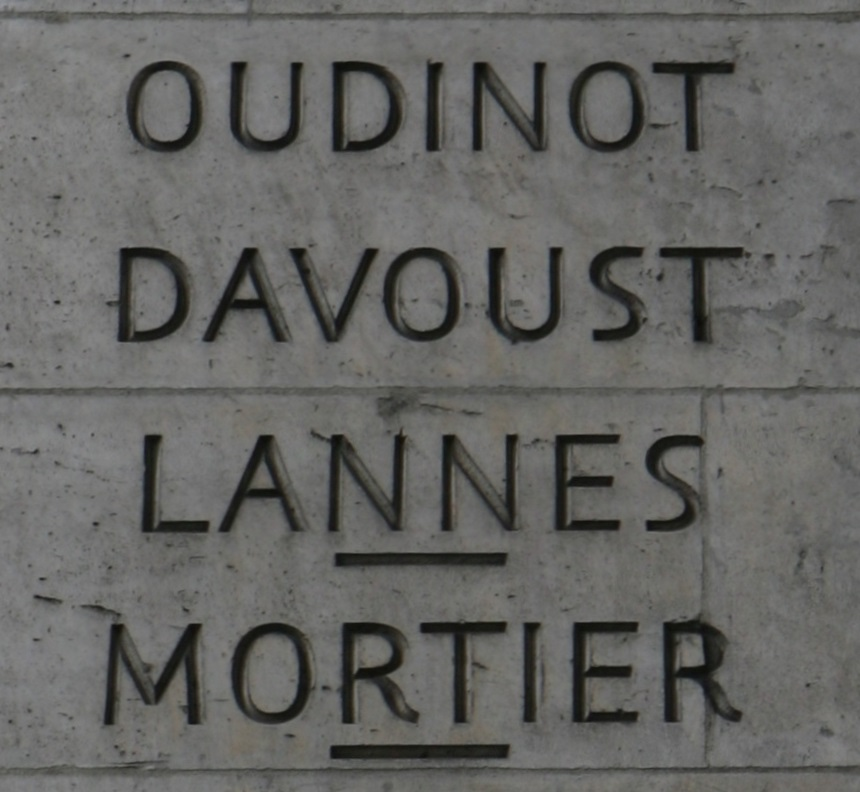
Inschrift mit dem Namen Davoust auf dem Pariser Triumphbogen (östlicher Pfeiler, Spalte 13)

Davout stammte aus einer angesehenen adligen Familie, war in Brienne Mitschüler Bonapartes und wurde 1788 Sous lieutenant im Régiment Royal-Champagne cavalerie. Der Revolution schloss er sich mit Begeisterung an und wurde 1791 Chef eines Freiwilligenbataillons. In den Schlachten bei Jemappes und bei Neerwinden kämpfte er unter Dumouriez mit Auszeichnung und erließ bei Dumouriez’ Abfall eine energische Proklamation an die Armee. Im Juli 1793 wurde er zum Général de brigade befördert, musste dann aber die Armee verlassen, da ein Dekret alle ehemaligen Adligen aus der Armee ausschloss.
Nach dem 9. Thermidor trat er mit seinem vorigen Rang bei der Armée de la Moselle (Moselarmee) ein, kämpfte 1795 unter Pichegru in der Rheinarmee, geriet beim Fall von Mannheim in Gefangenschaft, wurde aber nach einigen Monaten wieder ausgetauscht und zeichnete sich unter Moreau beim Übergang über den Rhein (20. April 1796) aus.
Dann kämpfte er in Italien unter Bonaparte, den er auch im Ägyptenfeldzug begleitete. Dort gewann er als Kavalleriegeneral dessen Vertrauen und wurde nach seiner Rückkehr 1800 zum Général de division und zum Oberbefehlshaber der Kavallerie der italienischen Armee, nach der Schlacht bei Marengo zum Kommandant der Grenadiere der Konsulargarden, nach Napoleons I. Thronbesteigung zum Marschall des Kaiserreichs und Befehlshaber der kaiserlichen Garde ernannt.

Wappen Davouts als duc d’Auerstaedt (1808)

Im Oktober 1805 befehligte Davout das 3. Korps der Armee in Österreich und führte in der Schlacht bei Austerlitz den rechten Flügel. Im Oktober 1806 operierte er mit dem rechten Flügel der Grande Armée selbständig und schlug das preußische Hauptheer am 14. Oktober in der Schlacht bei Auerstedt. Deshalb im napoleonischen Adel (noblesse impériale) zum duc d’Auerstaedt erhoben, nahm er noch an den Schlachten bei Eylau, Heilsberg und Friedland in Ostpreußen teil und wurde zum Generalgouverneur des Herzogtums Warschau ernannt.

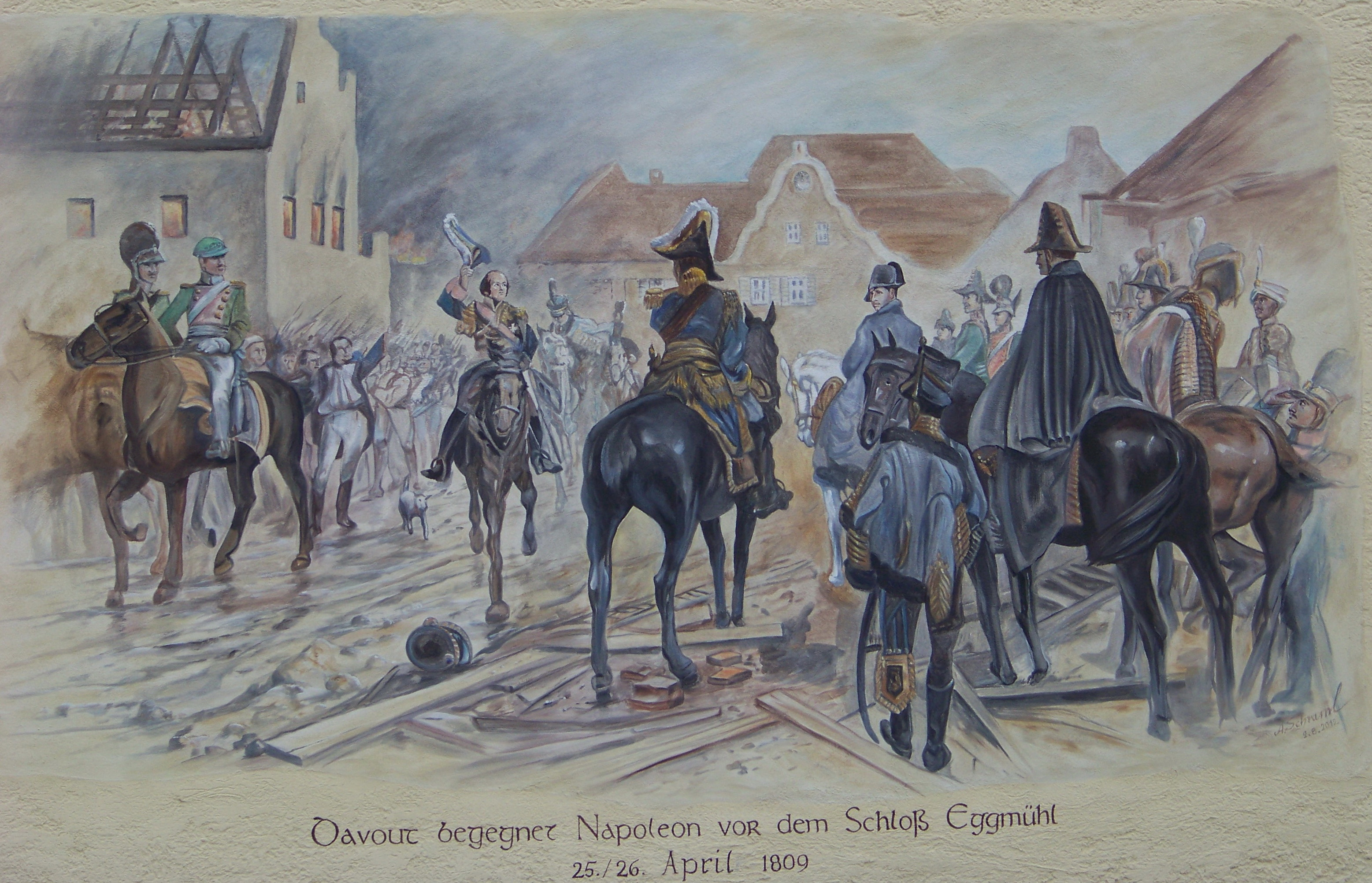
Davout begegnet Napoleon vor dem Schloss Eggmühl. (25./26. April 1809)

In dem neuen Krieg mit Österreich 1809 siegte er am 22. April bei Eggmühl, befehligte in der Schlacht bei Wagram den rechten Flügel vor Markgrafneusiedl und trug durch die Umgehung des Feindes über Obersiebenbrunn wesentlich zum Sieg bei. Nach dem Frieden erhob ihn Napoleon in der noblesse impériale zum prince d’Eckmühl und 1811 zum Generalgouverneur des Départements des Bouches de l’Elbe.
Im Russlandfeldzug 1812 befehligte er das 1. Korps, schlug am 23. Juli 1812 Pjotr Iwanowitsch Bagration bei Mogiljow und bewirkte durch geschickte Bewegungen, dass das Korps des Generals Dochturow von den Truppen Bagrations und der Westarmee unter Barclay de Tolly abgeschnitten und fast aufgerieben wurde. Nach dem unglücklichen Rückzug organisierte er seine Truppen in Sachsen und wandte sich dann nach der unteren Elbe. In Meißen ließ er am 13. März 1813 die Elbbrücke abbrennen.
Am 30. Mai 1813 rückte er in die bis dahin von General Tettenborn besetzte Stadt Hamburg ein und legte ihr zur Strafe für ihren Abfall von Frankreich eine Geldbuße von 48 Millionen Franc auf, die er auch zum großen Teil mit erbarmungsloser Strenge eintrieb. Am 5. November ließ er die Bank mit einem Kassenbestand von 7.489.343 Mark Banco in Beschlag nehmen, gegen Ende des Jahres mehr als 20.000 Menschen aus der Stadt treiben und die Wohnungen von mehr als 8.000 Einwohnern niederbrennen, nachdem er schon vorher mehrere Unruhestifter mit dem Tod bestraft hatte.
So grausam dieses Verfahren auch war, so militärisch erfolgreich war seine Verteidigung gegen die Alliierten, die ihn nach der endgültigen Niederlage der Grande Armée in der Völkerschlacht bei Leipzig von allen Seiten einschlossen und belagerten. Auf Befehl Ludwigs XVIII. übergab er – fast zwei Monate nach Napoleons Abdankung – am 29. Mai 1814 die Stadt, da seine Streitkräfte durch Krankheiten und Mangel dezimiert waren.
Nach der Rückkehr Napoleons 1815 wurde er Kriegsminister. Als nach dem Sieg bei Waterloo die Verbündeten gegen Paris vorrückten, schloss er, von den Kammern des Parlaments zum Oberbefehlshaber ernannt, am 3. Juli eine Militärkonvention mit Blücher und Wellington ab, nach der er die französische Armee hinter die Loire führte, wo er sich am 14. Juli Ludwig XVIII. unterwarf, auch die Armee dazu aufforderte und das Kommando dem Marschall MacDonald übergab.
Im Gegensatz zu General Ney hatte Davout keinen Eid unter Ludwig XVIII. geleistet. Ney war mit seinen Truppen zu Napoleon übergelaufen und wurde wegen Hochverrates zum Tode verurteilt († 7. Dezember 1815). Davout wurde am 27. Dezember 1815 ins Exil nach Louviers verbannt. Während seines Exils war die Familie ohne jedes Einkommen. Der Anspruch auf die ausländischen Besitztümer, die Davout von Napoleon geschenkt bekommen hatte, war verloren, seine Bezüge erhielt Davout nicht mehr. Seine Frau, Aimée Davout, erreichte schließlich, dass er am 21. Juni 1816 sein Exil verlassen und zu seiner Familie nach Savigny zurückkehren konnte. Der König gewährte ihm schließlich wieder seine Bezüge und ernannte ihn zum Marschall von Frankreich.
Seine letzten Lebensjahre verbrachte Davout in Savigny. 1822 wurde er zum Bürgermeister der Stadt Savigny gewählt. Am 1. Juni 1823 starb Louis-Nicolas Davout in Paris.

## Familie

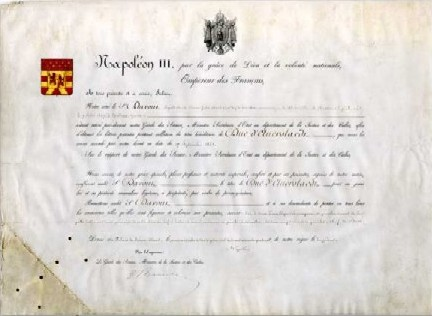
Bestätigung Napoleons III. für Léopold Davout (1829–1904) als 3. duc d'Auerstaedt, 1864

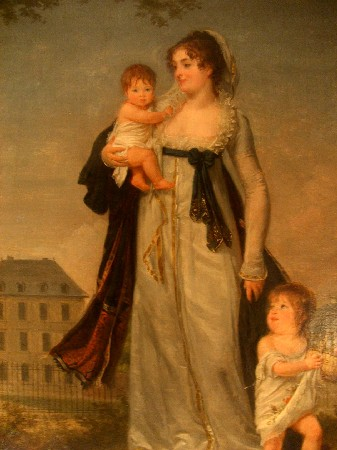
Aimée Davout mit ihren Kindern

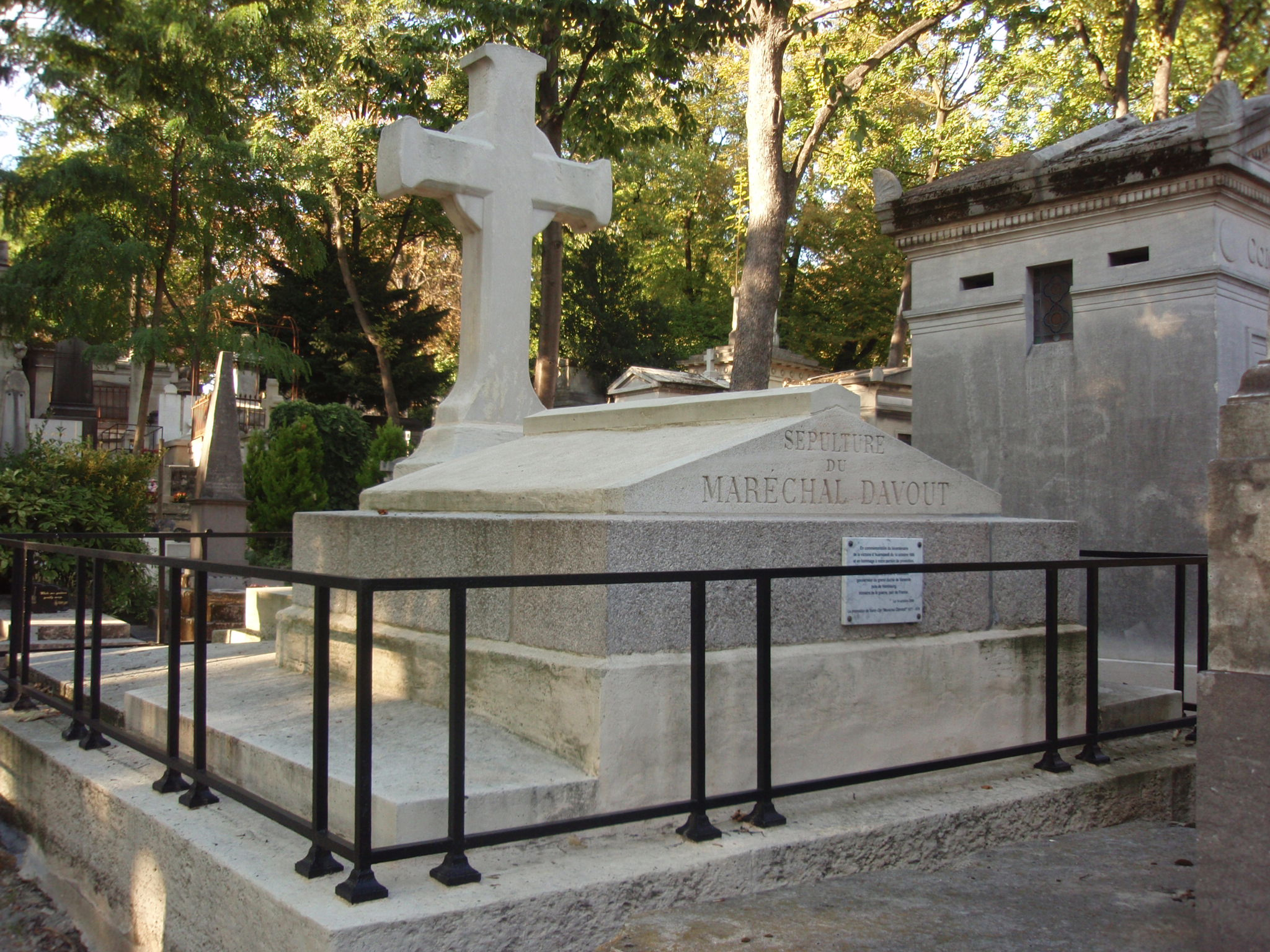
Grab von Nicolas Louis und Aimée Davout

Im Jahr 1791 heiratete Davout Adelaide Séguenot (1768–1795). Die Ehe wurde 1794 wieder geschieden. Am 8. November 1801 schloss Louis Nicolas Davout die Ehe mit Louise-Aimée-Julie Leclerc (1782–1868), der Schwester von General Victoire Emmanuel Leclerc. Aus der Ehe gingen acht Kinder hervor, von denen vier in früher Kindheit starben. 
Davouts Tochter Adélaïde-Louise d’Eckmühl de Blocqueville, die letzte Trägerin des Titels d’Eckmühl, stiftete testamentarisch den 1893–1897 errichteten Phare d’Eckmühl. Während des Zweiten Kaiserreichs erneuerte Napoleon III. im Jahre 1864 den Titel eines duc d'Auerstaedt für Léopold Davout (1829–1904), dessen Nachkommenschaft sich bis heute fortsetzt.
Während der ersten 14 Jahre ihrer Ehe lebten Aimée und Louis-Nicolas Davout überwiegend getrennt voneinander. Frankreich befand sich in dieser Zeit nur 18 Monate lang nicht im Krieg. Fast täglich gingen Briefe zwischen den Eheleuten hin und her. Ein Teil der Briefe ist erhalten und zeigt Davout als sehr zugewandten und liebevollen Ehemann und Vater. Die jüngste Tochter Adélaïde-Louise d’Eckmühl de Blocqueville gab 1879 eine Biografie und die Briefe ihres Vaters heraus. 1802 erwarben Louis-Nicolas und Aimée Davout ein Schloss in Savigny-sur-Orge. Dank finanzieller Zuwendungen von Napoleon war es ihnen möglich, im Januar 1808 das Hôtel de Monaco in der Rue Dominique in Paris zu erwerben. Aimée Davout starb am 16. Dezember 1868 im Alter von 86 Jahren ebenfalls in Paris. Das Grab von Louis-Nicolas und Aimée Davout und ihrer Tochter Antoinette Joséphine befindet sich auf dem Friedhof Père-Lachaise in der Division 28.

## Ehrungen
Sein Name ist am Triumphbogen in Paris in der 13. Spalte eingetragen. 1805 wurde ihm das Großkreuz der Ehrenlegion verliehen. 1819 wurde er zum Pair von Frankreich erhoben.
Er war Colonel général des Grenadiers à pied de la Garde impériale.